# Elya Royal Tower
L'Elya Royal Tower est un gratte-ciel résidentiel en construction à Ankara en Turquie. Il s'élèvera à 195 mètres. Son achèvement est prévu pour 2020. 